# Nazionale femminile di hockey su pista dell'Angola
La nazionale di hockey su pista femminile dell'Angola è la selezione femminile di hockey su pista che rappresenta l'Angola in ambito internazionale. Attiva dal 1994, opera sotto la giurisdizione della federazione di pattinaggio angolana. 

## Risultati

### Campionato del mondo
| Edizione | Sede/i            | Piazzamento      | G | V | N | P |      |
| 1992     | Springe           | Non partecipante | - | - | - | - | n.d. |
| 1994     | Tavira            | 16º posto        | 7 | 2 | 2 | 3 | Rosa |
| 1996     | Sertãozinho       | Non partecipante | - | - | - | - | n.d. |
| 1998     | Buenos Aires      | 11º posto        | 7 | 2 | 1 | 4 | Rosa |
| 2000     | Marl              | Non partecipante | - | - | - | - | n.d. |
| 2002     | Paços de Ferreira | Non partecipante | - | - | - | - | n.d. |
| 2004     | Wuppertal         | Non partecipante | - | - | - | - | n.d. |
| 2006     | Santiago del Cile | Non partecipante | - | - | - | - | n.d. |
| 2008     | Honjō             | Non partecipante | - | - | - | - | n.d. |
| 2010     | Alcobendas        | Non partecipante | - | - | - | - | n.d. |
| 2012     | Recife            | Non partecipante | - | - | - | - | n.d. |
| 2014     | Tourcoing         | Non partecipante | - | - | - | - | n.d. |
| 2016     | Iquique           | Non partecipante | - | - | - | - | n.d. |